# Idmonarachne
Idmonarachne – rodzaj wymarłych pajęczaków z kladu Serikodiastida. Obejmuje tylko jeden gatunek, Idmonarachne brasieri. Żył w karbonie na terenie obecnej Europy. Jego opistosoma (odwłok) wyróżniała się od grup pokrewnych podzielonymi na sklepioną część środkową i odgięte ku górze części boczne tergitami oraz brakiem kądziołków przędnych i telsona (biczyka), podczas gdy szczękoczułki przypominały te u pająków z podrzędu Mesothelae.

## Taksonomia i ewolucja
Rodzaj i gatunek typowy opisane zostały po raz pierwszy w 2016 roku przez Russella J. Garwooda, Jasona A. Dunlopa, Paula A. Seldena, Alana R.T. Spencera, Roberta C. Atwooda, Nghia T. Vo i Michaela Drakopoulosa na łamach „Proceedings of the Royal Society”. Opisu dokonano na podstawie skamieniałości odnalezionej w Montceau-les-Mines we francuskim Masywie Centralnym. Datowana jest ona na odpowiadający gżelowi późny stefan w karbonie. Nazwa rodzajowa pochodzi od Arachne i jej ojca Idmona – postaci z mitologii greckiej. Epitet gatunkowy nadano natomiast na cześć paleontologa Martina Brasiera.
Morfologiczne analizy kladystyczne przeprowadzone przez zespół Garwooda umieściły Idmonarachne w obrębie Serikodiastida jako grupę siostrzaną dla pająków, bliższą nim niż Uraraneida. Jednak w 2018 roku opisana została Chimerarachne, a w 2022 roku Parachimerarachne – rodzaje tworzące grupę Chimerarachnida; takson ten również uznawany jest za siostrzany dla kladu złożonego z współczesnych podrzędów pająków, choć jedna z analiz umieściła go w obrębie Uraraneida.

## Morfologia
Pajęczak o ciele długości około 10,4 mm. Prosoma zbliżona była budową do tej u pająków i nakryta karapaksem. Chwytająco-tnące szczękoczułki miały sterczące ku przodowi człony nasadowe i zwrócone ku dołowi pazury, ustawieniem będąc zbliżonym do szczękoczułków plagiognatycznych współczesnych Mesothelae. Sternum było płytkowate. Nogogłaszczki osiągały 3,8 mm długości i nie odbiegały zbytnio budową od odnóży krocznych, acz pozbawione były nadstopii i zwieńczone były pojedynczym, grzbietowym pazurkiem. Odnóża były niezmodyfikowane, podobnie zbudowane, o lekko rozszerzonych dosiebno-brzusznie udach, szeroko z nimi stawowo połączonych, krótkich i prawie trójkątnych rzepkach, dość długich goleniach i nadstopiach oraz krótszych i zwieńczonych parą osadzonych na onychium pazurków stopach. Kolejność par odnóży od najdłuższej do najkrótszej to: IV, III, II, I. Zakrzywione makroszczecinki występowały przynajmniej na udach i goleniach. Prawie owalna w zarysie opistosoma (odwłok) miała u holotypu 5,7 mm długości i 4,3 mm szerokości. Oddzielona była od prosomy wąskim łącznikiem (pedicelem). Na jej wierzchu leżało przynajmniej siedem tergitów przywodzących budową na myśl przedstawicieli Trigonotarbida – były one podzielone na wysklepioną płytkę środkową i spłaszczone, odgięte ku górze, grzbietowo-bocznie skierowane płytki boczne, wskutek czego przekrój poprzeczny powierzchni grzbietowej zbliżony był do litery „W”. Ostatni z tergitów odgięty był ku dołowi pod ostrym kątem. Na spodzie opistosomy leżało co najmniej osiem niepodzielonych sternitów o prostych krawędziach przednich i tylnych, ku tyłowi coraz węższych. Brak było kądziołków przędnych i telsona (biczyka).